# 340071 Vanmunster
340071 Vanmunster este o planetă minoră (asteroid) din centura de asteroizi. A fost descoperită pe 9 noiembrie 2005 la Uccle de Peter De Cat⁠(d). 
Obiectul prezintă o orbită caracterizată de o semiaxă mare de 2,3485096267653 UAi, o excentricitate de 0,14, o înclinație de 5,2 ° în raport cu ecliptica.